# Sam Palladio
Pour les articles homonymes, voir Palladio.
Sam Palladio est un acteur et musicien britannique. Il est connu pour son rôle de Gunnar Scott dans la série Nashville diffusée sur ABC en 2012.

## Biographie
Sam Palladio est né le 21 novembre 1986,. Il a été élevé par ses parents artistes en Cornouailles, en Angleterre. Il est diplômé du Rose Bruford College en 2008, ayant obtenu sa licence mention : acteur musicien.
Depuis 2012, il joue le rôle de "Gunnar Scott" dans la série à succès Nashville aux côtés de Connie Britton et Hayden Panettiere.
À partir de juin 2015, Sam sera en tournée européenne en tant que première partie de l'artiste canadien Ron Sexsmith. Il passera dans de grandes villes comme Paris, Amsterdam, Madrid, Dublin, Glasgow...

## Filmographie

### Cinéma
- 2011 : 7 Lives : Calvin
- 2013 : Players : Shecky
- 2015 : Strange Magic : Roland
- 2018 : La Princesse de Chicago : Prince Edward
- 2020 : La Princesse de Chicago : Dans la peau d'une reine : Prince Edward
- 2021 : La princesse de Chicago : En quête de l’étoile : Prince Edward

### Télévision
- 2010 : Little Crackers (en) : Joe Strummer
- 2011 : Doctors : Joe Strummer
- 2011 : The Hour : Rockabilly
- 2012 : Cardinal Burns (en)
- 2012 - 2015 : Episodes : Stoke (10 épisodes)
- 2012 - 2018 : Nashville : Gunnar Scott (124 épisodes)
- 2016 - 2018 : Humans : Ed (7 épisodes)

## Discographie

### Singles
- 2012 : If I Didn't Know Better (en duo avec Clare Bowen)
- 2012 : Fade Into You (en duo avec Clare Bowen)
- 2012 : I Will Fall (en duo avec Clare Bowen)
- 2013 : Change Your Mind (en duo avec Clare Bowen)
- 2013 : When the Right One Comes Along
- 2013 : Casino (en duo avec Clare Bowen)
- 2014 : Lately (en duo avec Clare Bowen)
- 2014 : It Ain't Yours to Throw Away
- 2020 : Under the tree